# 가경주항
가경주항은 충청남도 태안군 고남면 고남리에 위치한 어항이다. 2004년 12월 24일 어촌정주어항으로 지정하여 관리하고 있다. 시설관리자는 태안군수이다.

## 어항구역
본 항의 어항구역은 다음과 같다.
- 수역: 선착장 기점에서 북측 260m 지점에서 S52°W방향으로 560m 이동하고, S38°E 방향으로 280m이동하고, 이점에서 N52°E방향으로 210m 그은 선이 해안선과 맞닿는 선내 공유수면(83,000m2)[1]
- 육역: 6,965m2

## 개발계획
2008년 12월 10일 고시된 본 항의 개발계획은 다음과 같다.
- 방파제 180m, 물양장 100m, 친수호안 35m, 육상시설 6,965m2

## 주요 어종
- 우럭, 놀래미, 농어, 실치, 까나리